# Ligdia interrupta
Ligdia interrupta là một loài bướm đêm trong họ Geometridae.